# ستيفاني تويل
ستيفاني أبريل "ستيف" تويل (من مواليد 17 أغسطس 1989) هي عداءة بريطانية للمسافات المتوسطة والطويلة شاركت في دورة الألعاب الأولمبية لعام 2008 في بكين والألعاب الأولمبية لعام 2016 في ريو دي جانيرو، فازت بسباق 1500 متر في بطولة العالم للناشئين لعام 2008، وهي فائزة ثلاث مرات في بطولة أوروبا للعدو الريفي للناشئين (2006-2008)، فضلاً عن كونها جزءًا من أربعة فرق فائزة في بريطانيا العظمى. مثلت إسكتلندا، وفازت بالميدالية البرونزية في سباق 1500 متر في دورة ألعاب الكومنولث 2010 في دلهي.

## الحياة الشخصية
ولدت تويل ونشأت في كولشيستر، إنجلترا، ومنذ عام 2009 تنافس باسم إسكتلندا بدلاً من إنجلترا، ومثلت إسكتلندا في دورة ألعاب الكومنولث 2010 و2014. متزوجة من زميلها العداء جو موروود منذ خريف عام 2018، وفي مايو 2019، حطم الزوجان الرقم القياسي العالمي لمسافة ميل واحد وهما متمسكان بأيدي بعض. وفازت تويل بسباق لندن 10000 متر في عامي 2018 و2019.

## سجل المنافسة
| العام                           | المسابقة                                      | المكان                          | المركز                          | حدث                                                           | ملاحظة                          |
| تمثل بريطانيا العظمى / إسكتلندا | تمثل بريطانيا العظمى / إسكتلندا               | تمثل بريطانيا العظمى / إسكتلندا | تمثل بريطانيا العظمى / إسكتلندا | تمثل بريطانيا العظمى / إسكتلندا                               | تمثل بريطانيا العظمى / إسكتلندا |
| ------------------------------- | --------------------------------------------- | ------------------------------- | ------------------------------- | ------------------------------------------------------------- | ------------------------------- |
| 2006                            | بطولة العالم للناشئين لألعاب القوى 2006       | بكين                            | 8th                             | 1500 م                                                        | 4:16.58                         |
| 2006                            | بطولة أوروبا للناشئين ‏                        | سان جورجيو سو ليجنانو، إيطاليا  | الأول                           | 4.1 km                                                        | 12:33                           |
| 2007                            | بطولة أوروبا للناشئين ‏                        | تورو ‏، إسبانيا                  | الأول                           | 4.2 km                                                        | 14:12                           |
| 2008                            | بطولة العالم للناشئين لألعاب القوى 2008       | بيدغوشتش                        | الأول                           | 1500 m                                                        | 4:15.09                         |
| 2008                            | نهائي ألعاب القوى العالمي 2008                | شتوتغارت                        | 7th                             | 3000 m                                                        | 8:50.89                         |
| 2008                            | ألعاب القوى في الألعاب الأولمبية الصيفية 2008 | بكين                            | heats                           | ألعاب قوى في الألعاب الأولمبية الصيفية 2008 – سيدات 1500 متر ‏ | 4:06.68                         |
| 2008                            | بطولة أوروبا للناشئين ‏                        | بروكسل                          | الأول                           | 4.2 km                                                        | 13:28                           |
| 2009                            | بطولة العالم للعدو الريفي ‏                    | عمان                            | 38th                            | 8 كم                                                          | 28:46                           |
| 2010                            | بطولة أوروبا لألعاب القوى 2010                | برشلونة                         | 7th                             | 1500 م ‏                                                       | 4:02.70                         |
| 2010                            | دورة ألعاب الكومنولث 2010                     | دلهي                            | 3rd                             | 1500 م                                                        | 4:06.19                         |
| 2010                            | دورة ألعاب الكومنولث 2010                     | دلهي                            | 4th                             | 5000 م ‏                                                       | 16:03.91                        |
| 2010                            | بطولة العالم للعدو الريفي ‏                    | بيدغوشتش                        | 23rd                            | 7.8 كم                                                        | 26:11                           |
| 2013                            | بطولة العالم للعدو الريفي ‏                    | بيدغوشتش                        | 40th                            | 8 كم                                                          | 25:58                           |
| 2014                            | بطولة أوروبا للأندية البطلة [الإنجليزية]      | ألبوفيرا                        | 7th                             | الفردي                                                        |                                 |
| 2014                            | ألعاب الكومنولث ‏                              | غلاسكو                          | 14th                            | 5000 م ‏                                                       | 16:30.66                        |
| 2015                            | بطولة أوروبا للأندية البطلة [الإنجليزية]      | وادي الحجارة                    | 4th                             | الفردي                                                        | 21:12                           |
| 2015                            | بطولة العالم لألعاب القوى 2015                | بكين                            | 12th                            | 5000 م ‏                                                       | 15:26.24                        |
| 2016                            | بطولة العالم للصالات ‏                         | بورتلاند                        | 6th                             | 3000 م ‏                                                       | 09:00.38                        |
| 2016                            | بطولة أوروبا ‏                                 | أمستردام                        | 3rd                             | 5000 م ‏                                                       | 15:20.70                        |
| 2016                            | ألعاب القوى في الألعاب الأولمبية الصيفية 2016 | ريو دي جانيرو                   | heats                           | 5000 م ‏                                                       | 15:25.90                        |
| 2017                            | بطولة أوروبا للعدو الريفي [الإنجليزية]        | ألبوفيرا                        | 4th                             | الفردي                                                        | 21:52                           |
| 2017                            | بطولة أوروبا للصالات ‏                         | بلغراد                          | 5th                             | 3000 م ‏                                                       | 08:50.40                        |
| 2017                            | بطولة العالم لألعاب القوى 2017                | لندن                            | heats                           | 5000 م ‏                                                       | 15:41.29                        |
| 2018                            | ألعاب الكومنولث ‏                              | غولد كوست                       | 7th                             | 1500 م ‏                                                       | 4:05.56                         |
| 2018                            | ألعاب الكومنولث ‏                              | غولد كوست                       | 14th                            | 5000 م ‏                                                       | 16:05.65                        |
| 2018                            | البطولات الأوروبية ‏                           | برلين                           | 10th                            | 5000 m ‏                                                       | 15:41.10                        |
| 2019                            | بطولة العالم لألعاب القوى 2019                | الدوحة                          | 15th                            | 10,000 م ‏                                                     | 31:44.79                        |
| 2019                            | كأس أوروبا 10.000 متر ‏                        | لندن,                           | الأول                           | 10,000 m                                                      | 31:08.13                        |
| 2021                            | ألعاب القوى في الألعاب الأولمبية الصيفية 2020 | سابورو                          | 68th                            | ماراثون                                                       | 2:53:26                         |
| 2022                            | بطولة أوروبا للعدو الريفي [الإنجليزية]        | أويرس                           | 9th                             | الفردي                                                        | 23:07                           |

## أفضل النتائج الفردية
| حدث           | وقت      | مكان                               | تاريخ          |
| ------------- | -------- | ---------------------------------- | -------------- |
| 400 متر       | 57.7     | ألدرشوت, إنجلترا                   | 18 يونيو 2016  |
| 800 متر       | 2:02.58  | واتفورد، إنجلترا                   | 15 يونيو 2016  |
| 1500 متر      | 4:02.54  | زيوريخ، سويسرا                     | 19 أغسطس 2010  |
| ميل واحد      | 4:25.39  | لندن، إنجلترا                      | 9 يوليو 2017   |
| 3000 متر      | 8:40.98  | موناكو، موناكو                     | 15 يوليو 2016  |
| 5000 متر      | 14:54.08 | بروكسل، بلجيكا                     | 27 أغسطس 2010  |
| 10.000 متر    | 31:08.13 | إنجلترا                            | 6 يوليو 2019   |
| نصف الماراثون | 1:08:55  | هيوستن، الولايات المتحدة الأمريكية | 19 يناير 2020  |
| ماراثون       | 2:26:40  | فرانكفورت، ألمانيا                 | 27 أكتوبر 2019 |

- جميع المعلومات (باستثناء 400 متر) مأخوذة من الملف التعريفي للاتحاد الدولي لألعاب القوى.[7]